# 폼산염
폼산염(영어: formate)은 폼산의 짝염기이다. 포름산염이라고도 하며, IUPAC 이름은 메탄산염(영어: methanoate)이다. 폼산염은 포름산의 에스테르 등의 음이온(HCO−
2 ) 또는 그 유도체를 말한다. 폼산염의 염과 에스터는 일반적으로 무색이다.

## 기초
물에 용해되면 폼산은 폼산염으로 변환된다.
HCO
2H   →  HCO−
2  +  H+

폼산염은 평면상의 음이온이다. 폼산염에 존재하는 두 개의 산소 원자는 서로 동등하며 부분적으로 음전하를 띤다. 나머지 C-H 결합은 산성이 아니다.

## 생화학
폼산염은 유기 시스템에서의 일반적인 C-1 공급원으로, 콜린, 세린, 사르코신을 포함하는 다수의 전구체로부터 형성된다. 또한 일부 핵산의 생합성 과정에서 C-1의 공급원이다. 폼산염(또는 폼산)은 일부 스테롤의 탈메틸화에서 이탈기로 사용된다. 이러한 전환은 O2를 산화제로 사용하는 아로마타제 효소에 의해 촉매된다. 이러한 특정 전환의 예로는 테스토스테론에서 에스트라디올로, 안드로스텐디온에서 에스트론으로의 전환이 있다.
폼산염은 Desulfovibrio gigas 의 폼산 탈수소효소에 의해 가역적으로 산화된다.
HCO−
2  →   CO
2 +  H+
  +  2 e−

## 폼산염 에스테르
폼산염 에스테르는 HCOOR라는 화학식을 가지고 있는데(또 다른 표기 방법으로 ROC(O)H 또는 RO2CH가 있다), 이중 다수는 알코올이 폼산에 용해될 때 자발적으로 형성된다.
가장 중요한 폼산염 에스테르는 메틸 폼산염으로 폼산이 생성되는 도중에 중간생성물로 생성된다. 메탄올과 일산화 탄소는 나트륨 메톡사이드와 같은 강염기 존재 하에서 반응한다.
CH
3OH  +  CO  →  HCOOCH
3
메틸 폼산염의 가수분해에 의하여 폼산과 메탄올이 생성된다.
HCOOCH
3   →    HCOOH  +  CH
3OH
폼산은 산업계의 다양한 용도로 사용된다.
폼산염 에스터는 종종 향이 나거나 특유의 냄새가 난다. 보다 일반적인 다른 아세테이트 에스터에 비해 폼산염 에스터는 덜 안정적이기 때문에 상업적으로 덜 일반적으로 사용된다. 에틸 포메이트는 일부 과자류에서 발견된다.

## 폼산염의 염
폼산염의 염은 M(O2CH)(H2O)x 의 화학식을 가지고 있는데 이러한 염은 탈카복실화되기 쉽다. 예를 들어, 수화된 폼산 니켈은 약 200°C에서 탈카복실화되어 Ni2+가 미세한 분말 니켈 금속으로 환원된다.
Ni(HCO
2)
2(H
2O)
2   →    Ni  +  2 CO
2  +  2 H
2O  +  H
2
이러한 미세 분말은 수소화 촉매로서 유용하다.

## 예

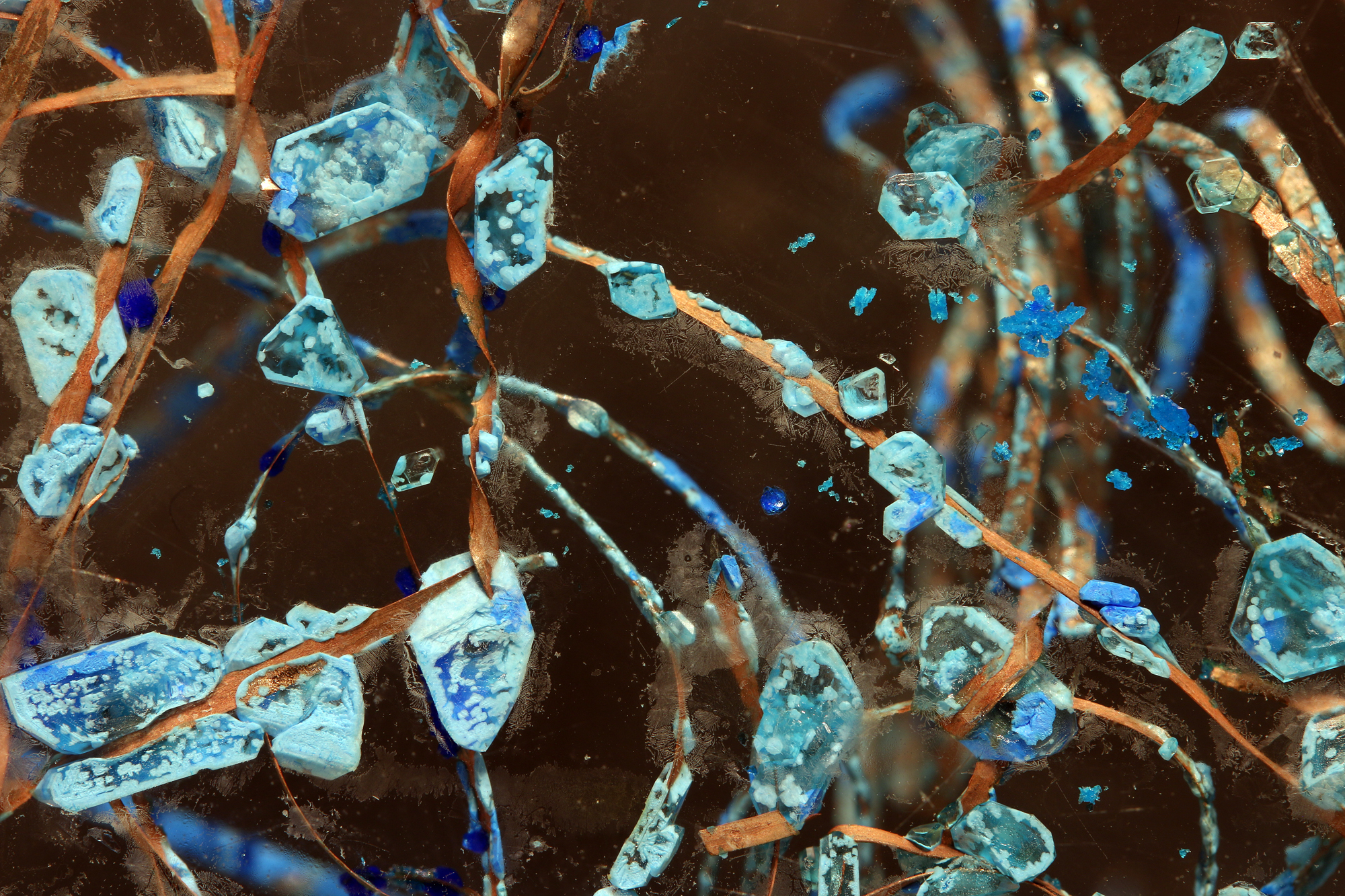
구리(II) 포름산염 수화물

- 에틸 포메이트, CH3CH2(HCOO)
- 폼산 나트륨, Na(HCOO)
- 폼산 칼륨, K(HCOO)
- 폼산 세슘, Cs(HCOO); 세슘: 석유 탐사 참조
- 폼산 메틸, CH3(HCOO)
- 메틸 클로로폼에이트, CH3OCOCl
- 트라이에틸 오르토폼에이트
- 트라이메틸 오르토폼에이트, C4H10O3
- 페닐 폼에이트, HCOOC6H5
- 아밀 폼에이트